# Samar Ben Koeleb
Samar Ben Koeleb (15 de noviembre de 1995) es una atleta tunecina que compite tanto en lanzamiento de bala como en lanzamiento de disco para su país. Ganó la medalla de plata en el lanzamiento de peso F41 femenino en los Juegos Paralímpicos de Río de Janeiro 2016 y las medallas de bronce en ambos deportes en los Campeonatos Mundiales de Atletismo Paralímpico de 2017.

## Carrera
Nacida el 15 de noviembre de 1995 en Túnez, Samar Ben Koeleb compitió por su país tanto en el campo de disco como en el del lanzamiento de bala. Ben Koeleb compitió en los Juegos Paralímpicos de Río de Janeiro 2016 en Brasil. Al participar en el lanzamiento de bala F41 el primer día de los juegos, lanzó una distancia de 8,36 metros para ganar la medalla de plata detrás de su compatriota Raoua Tlili con un lanzamiento de 10,19 metros. También participó en la competición de lanzamiento de disco F41, pero cayó fuera de las posiciones de podio que ocuparon la irlandesa Niamh McCarthy en plata, y sus compañeras tunecinas Fathia Amaimia en bronce, y Tlili que una vez más ganó la medalla de oro.
En el Gran Premio Mundial de Atletismo Paralímpico, celebrado en 2017 en Túnez, Ben Koeleb volvió a ganar la medalla de plata en la competición de disco F41 el primer día. Lanzó 8,59 metros, únicamente superado una vez más por Tlili con 9,7 metros. Más tarde en ese mismo año, compitió en el Campeonato Mundial de Para Atletismo en Londres, en la sede de los Juegos Paralímpicos de 2012. En esta ocasión, Ben Koeleb ganó dos medallas, un bronce en cada uno de los F41 de lanzamiento de peso y disco.